# Prat-Bonrepaux
Prat-Bonrepaux är en kommun i departementet Ariège i regionen Occitanien i södra Frankrike. Kommunen ligger  i kantonen Saint-Lizier som ligger i arrondissementet Saint-Girons. År 2022 hade Prat-Bonrepaux 858 invånare.

## Befolkningsutveckling
Antalet invånare i kommunen Prat-Bonrepaux
Referens: INSEE